# Мюлеберг
Мюлеберг (нім. Mühleberg) — громада  в Швейцарії в кантоні Берн, адміністративний округ Берн-Міттельланд.

## Географія
Громада розташована на відстані близько 15 км на захід від Берна.
Мюлеберг має площу 26,3 км², з яких на 9,2% дозволяється будівництво (житлове та будівництво доріг), 53,3% використовуються в сільськогосподарських цілях, 32,9% зайнято лісами, 4,6% не є продуктивними (річки, льодовики або гори).

## Демографія
2019 року в громаді мешкало 3013 осіб (+13,5% порівняно з 2010 роком), іноземців було 10,7%. Густота населення становила 115 осіб/км².
За віковим діапазоном населення розподілялося таким чином: 17,4% — особи молодші 20 років, 62,8% — особи у віці 20—64 років, 19,8% — особи у віці 65 років та старші. Було 1378 помешкань (у середньому 2,1 особи в помешканні).
Із загальної кількості 1315 працюючих 190 було зайнятих в первинному секторі, 604 — в обробній промисловості, 521 — в галузі послуг.